# أوبن بروجكت
أوبن بروجكت (بالأنجليزية: OpenProject ) هو نظام لإدارة المشاريع قائم على الويب لتعاون فريق مستقل عن الموقع. يتم إصدار هذا التطبيق مفتوح المصدر تحت رخصة جنو العمومية العامة الإصدار 3 ومتاح كإصدار مجتمعي واصدار مؤسسات Enterprise Edition . ويتم تطويره بشكل مستمر في الغالب من قبل شركة تدعى OpenProject GmbH.
بالإضافة إلى العديد من عمليات التثبيت الصغيرة للتطبيق OpenProject ، هناك تثبيت للتطبيق كبيرة جدًا في المنظمات العالمية التي تضم أكثر من 2500 مشروع.

## المميزات
- إدارة المشاريع والمعالم الرئيسية للمشروع
- إدارة المشاكل
- تتبع الأخطاء
- الجداول الزمنية للمشروع
- ويكي
- إدارة الوثائق
- المنتدى
- تتبع الوقت
- أخبار المشروع

## مؤسسة OpenProject
تأسست مؤسسة أوبن بروجيكت OpenProject Foundation من قبل مطوري ومستخدمي تطبيق أوبن بروجيكت OpenProject في أكتوبر 2012.
ثم تم تأسيس جمعية للتطبيق في أبريل 2013 والتي تم تسجيلها (VR 32487) في يونيو في سجل Amtsgericht (المحكمة المحلية) في برلين شارلوتنبورغ. وتوفر الجمعية إطارًا تنظيميًا للقرارات الفنية وتسريع التطوير للتطبيق من قبل المجتمع العالمي ومن قبل فريق التطوير المتفرغ وذلك من خلال التمويل من أعضاء مؤسسة OpenProject.
تهدف الجمعية إلى تحقيق الأهداف التالية:
1. إنشاء وتعزيز مجتمع نشط ومفتوح من المطورين والمستخدمين والشركات من أجل التطوير المستمر لبرنامج التعاون مفتوح المصدر لمشروع OpenProject ؛
2. تحديد وتطوير رؤية المشروع ومدونة قواعد السلوك ومبادئ التطبيق؛
3. وضع سياسات التنمية وضمان امتثالها؛
4. تحديد وتطوير عمليات التطوير وضمان الجودة؛
5. توفير شفرة المصدر للجمهور؛
6. توفير وتشغيل منصة OpenProject.

لا تسعى الجمعية لتحقيق أهداف اقتصادية خاصة بها.

## التاريخ
تم تطوير OpenProject منذ عام 2010 إلى جانب مشروع الأجداد ChiliProject. كان الدافع الأولي لهذا التطبيق المعدل (FORK APPLICATION) هو تطوير متطلبات الأداء والأمان وإمكانية الوصول والتي لا يمكن الوصول إليها بسهولة عن طريق المكونات الإضافية لـ Redmine أو ChiliProject.

## التطورات الأخيرة والمزيد
يمكن ملاحظة ومناقشة جدول الإصدار الحالي وخريطة طريق التطوير المستقبلية على منصة تطوير OpenProject. إلى جانب تطوير وظائف جديدة، يتم متابعة الأهداف الفنية التالية في سياق إعادة البناء:
- تطوير API v3 جديدة؛
- إعادة إنشاء وحدة حزمة العمل مع AngularJS كتطبيق صفحة واحدة؛
- إعادة إنشاء بنية CSS باستخدام CSS framework Foundation للتطبيقات.

## جوائز
في أغسطس 2011، فاز أوبن بروجيكت بالجائزة الأولى في فئة «أفضل الممارسات» لمسابقة المصدر المفتوح لمؤسسة برلين للتكنولوجيا «مستقبل برلين مفتوح».
في أبريل 2018، فاز أوبن بروجيكت بـ INNOVATIONSPREIS-IT 2018 من مبادرة Mittelstand في فئة مفتوح المصدر.
في أكتوبر 2018، فاز أوبن بروجيكت بجائزة الأعمال مفتوحة المصدر (OSBAR ، "OpenSource-Oscar") بالجائزة الفضية.

## روابط خارجية
- أوبن بروجكت على موقع Open Hub (الإنجليزية)
- الموقع الرسمي